# 台湾原住民

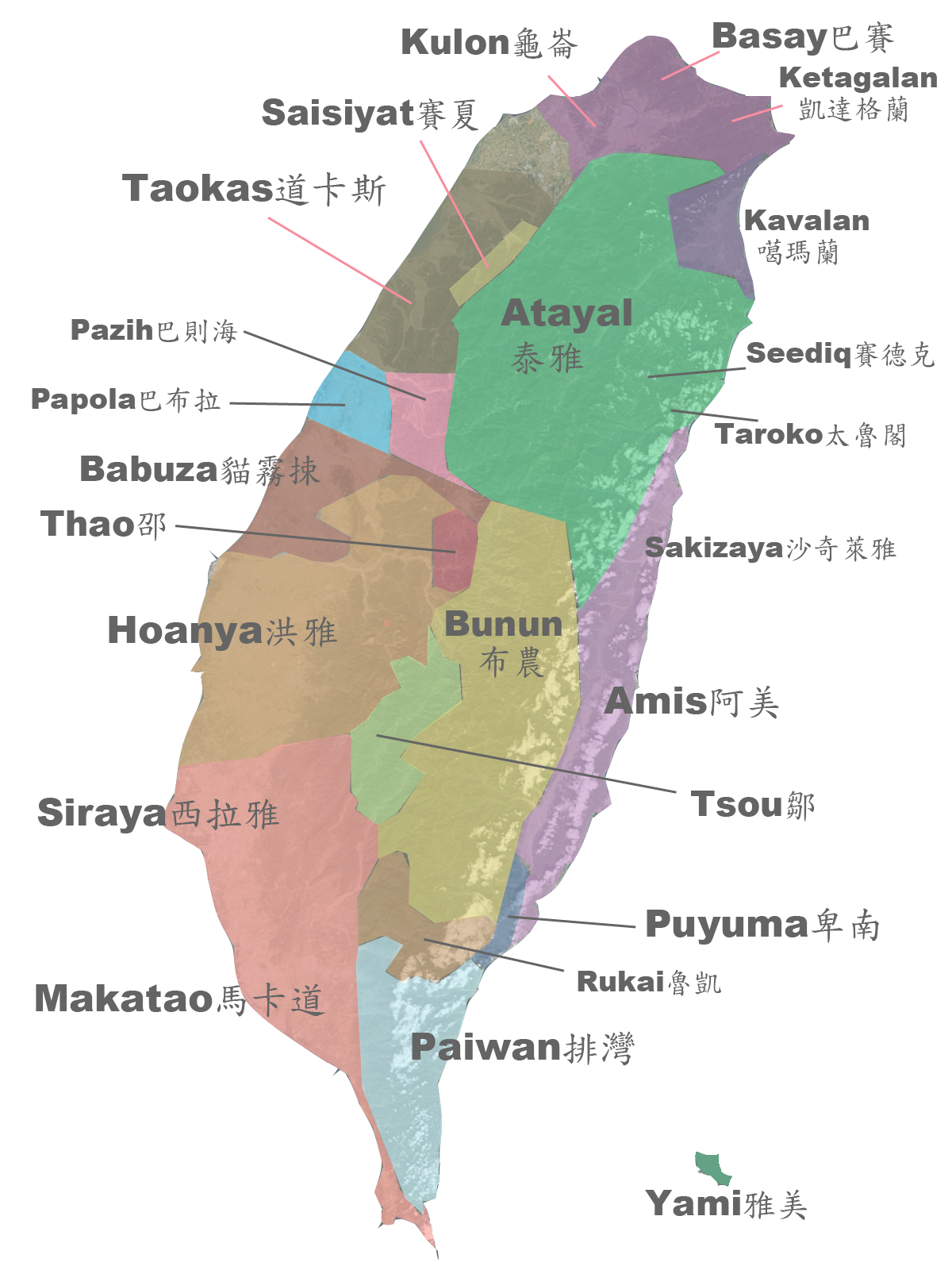

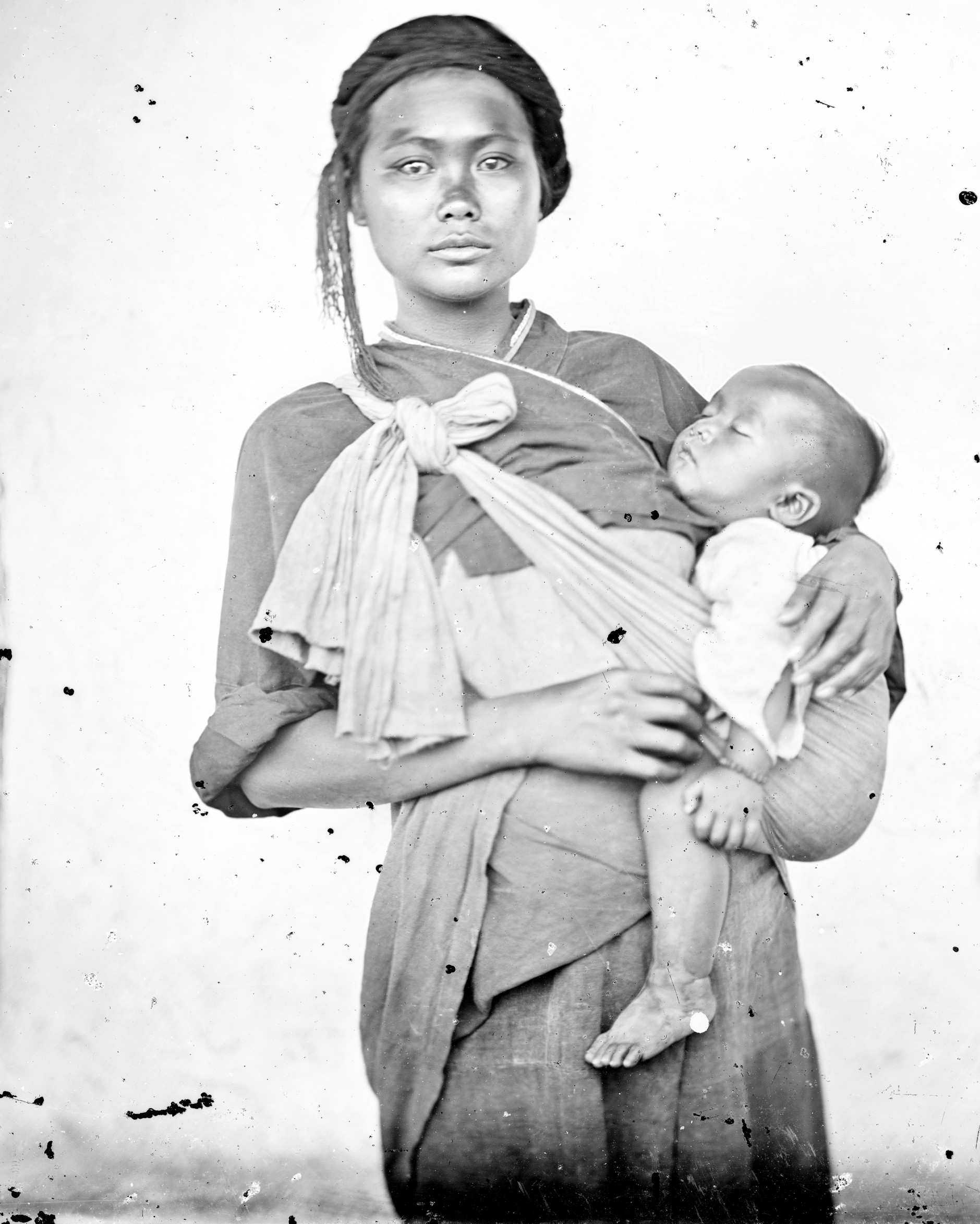
台湾原住民の女性と子供（1871年）

台湾原住民（たいわんげんじゅうみん、繁体字中国語: 臺灣原住民）は、中国大陸からの移民が盛んになる17世紀以前から居住していた、台湾の先住民に対しての呼称。

## 名称と定義
日本語では「先住民」のほうが一般的な表現であるが、台湾国語では「原住民」のほうが正しい表現となる。
台湾の中華民国憲法では、正式的な表記は「原住民」、または「原住民族（拼音: yuánzhù mínzú, 英語: Indigenous Taiwanese / Taiwanese aborigine）」と公式に定めていて、その特別な権利を認めている。台湾国語で「先住民」と表記すると「既に滅んでしまった民族」という意味が生じるため、この言い方は禁じられている。

## 歴史
1603年（万暦31年）に著された『東番記』では、台湾原住民は一括して「東蕃」と呼ばれていた。漢民族人口が増加した18世紀から19世紀頃、漢化が進んだ原住民族は「平埔蕃」「熟蕃」と、漢化が進んでいない原住民族は「生蕃」「高山蕃」と、それぞれ呼ばれた。
1871年（明治4年 / 同治10年）に宮古・八重山の貢納船が台湾南東海岸に漂着、54人が台湾原住民に殺害された（宮古島島民遭難事件）。日本政府は清国に抗議したが、「台湾原住民は化外の民（国家統治の及ばない者）」と返事されたため、日本政府は台湾出兵を行い、台湾原住民は日本軍に攻撃され降伏した。
1895年（明治28年）、日清戦争に勝利した日本は、清より台湾を割譲され、台湾の領有を開始。清国時代の分類を基に日本は、原住民を「平埔族」と「高山族」に分類した。1903年（明治36年）の博覧会では日本帝国に属する民族として高山族女性が展示された（人類館事件）。原住民は抗日運動のゲリラ（土匪）ともなり、1907年に抗日事件の北埔事件が、1930年には霧社事件がそれぞれ勃発した。1935年（昭和10年）、秩父宮雍仁親王の要請により高山族は「高砂族（たかさごぞく）」と改称された。日本語は言語が異なる部族間の共通語として機能した。
太平洋戦争中、高砂族の若者は高砂義勇隊として南太平洋の密林戦に参加し、大きな貢献を果たした。第二次世界大戦後、義勇隊参加者が日本国籍を失ったことを理由に、日本政府は障害年金などを支払わなかった（高砂義勇隊を参照）。
日本に代わって台湾を統治した中華民国政府は「高砂族」を、「高山族」「山地同胞」「山地人」と呼称し直し、漢民族との同化政策を進めた。原住民族が同化政策の変更を迫った結果、1980年代以降、高山族などの呼称は「原住民」に改められた。
1996年（民国85年）に原住民族を所管とする省庁である原住民族委員会が設置された。2005年（民国94年）「原住民族基本法」が制定され、国営の原住民族テレビが開局した。2008年（民国97年）に、台湾政府はセデック族（賽徳克族）を第14の台湾原住民族に認定した。同年の原住民人口は488,773人で、台湾総人口の2.1%を占めた。
2016年、蔡英文が過去の不平等な原住民の扱いについて中華民国総統として初めて謝罪した。
2022年、シラヤ族の万淑娟が起こした訴訟により原住民を定義する「原住民身分法」の一部が違憲判決となる。

## 民族と人口

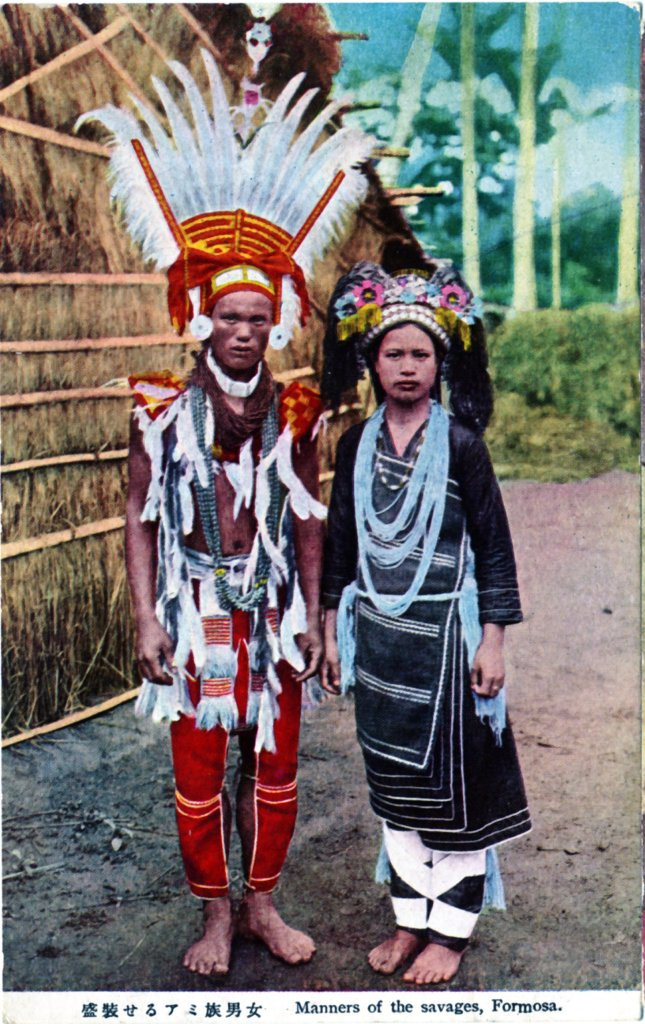
アミ族の男女

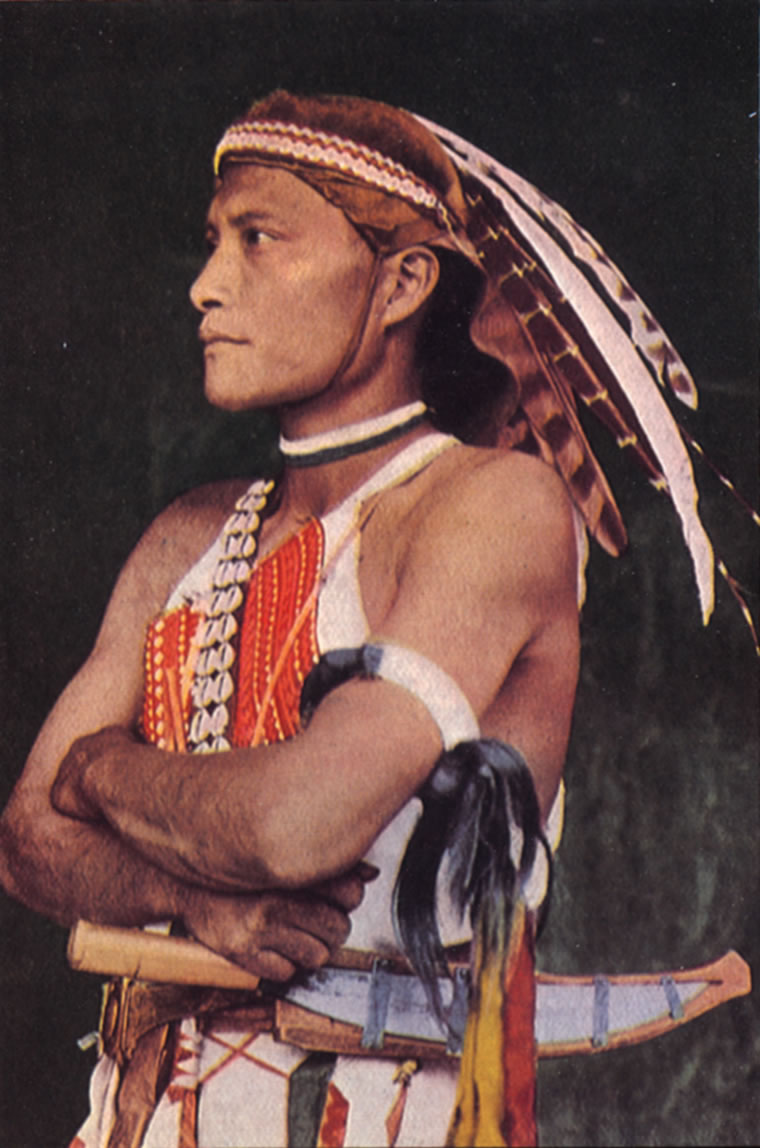
ツォウ族の青年

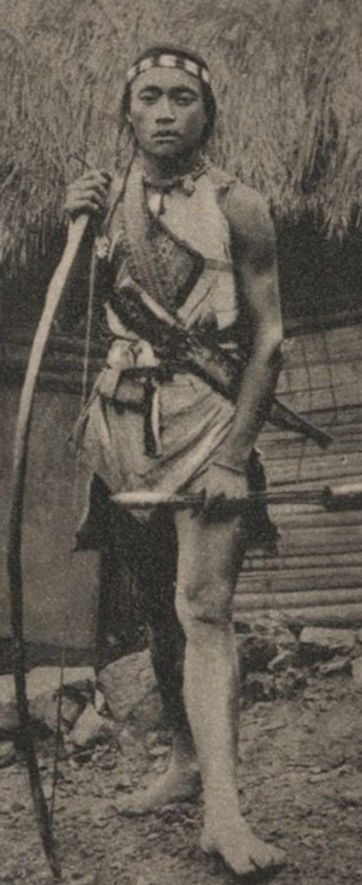
サオ族の男性（1904年）

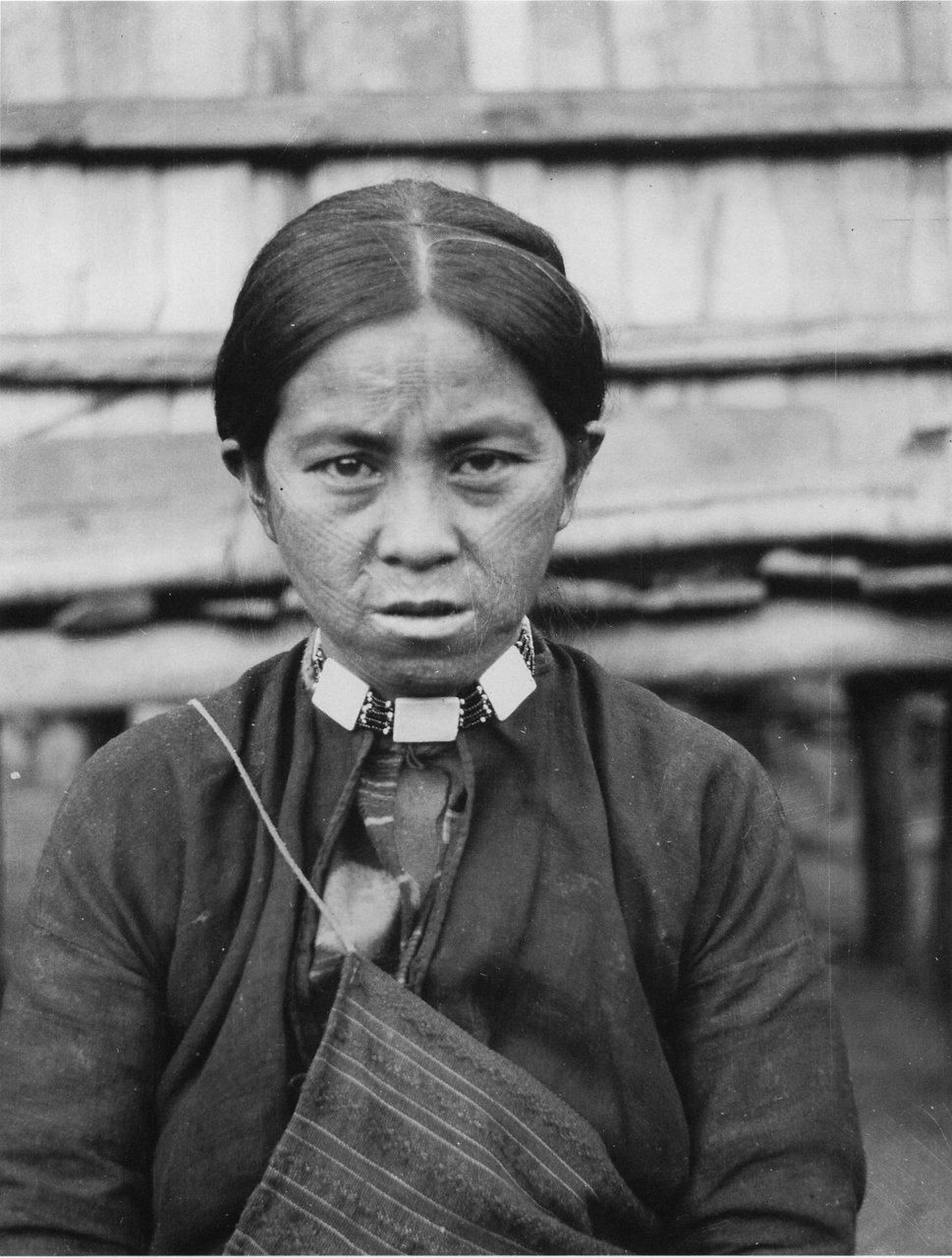
タイヤル族

それぞれの民族名は、それぞれの民族の言語での呼び方がある。アイヌをはじめとする世界の先住民族同様、もとは「人間」を意味する言葉が民族名になっている例が多い。
また、日本語での呼び方の多くは、日本統治時代に日本人の民族学者たちが使った表記がそのまま現在も使われているものである。その多くは、その民族の言語での呼び方を基調にし、日本語の音韻に合わせた発音になっている。中国語での呼び方はそれぞれの民族の呼び方を、中国語の音韻に合わせて漢字表記したものになっている。
日本人による民族の呼称・分類は、言語や文化、帰属意識が違う民族集団を研究者が一つのものとしてくくって分類した例もあり、それが戦後も引き継がれて長年使われた。しかし、原住民族正名運動が高まる中、当事者からの意見を反映し、近年、少しずつ訂正されつつある。また、最近は民族の自称を尊重する流れが世界的にあることから、アミをパンツァハと呼んだり、ヤミをタオと呼び変えることも多くなっている。

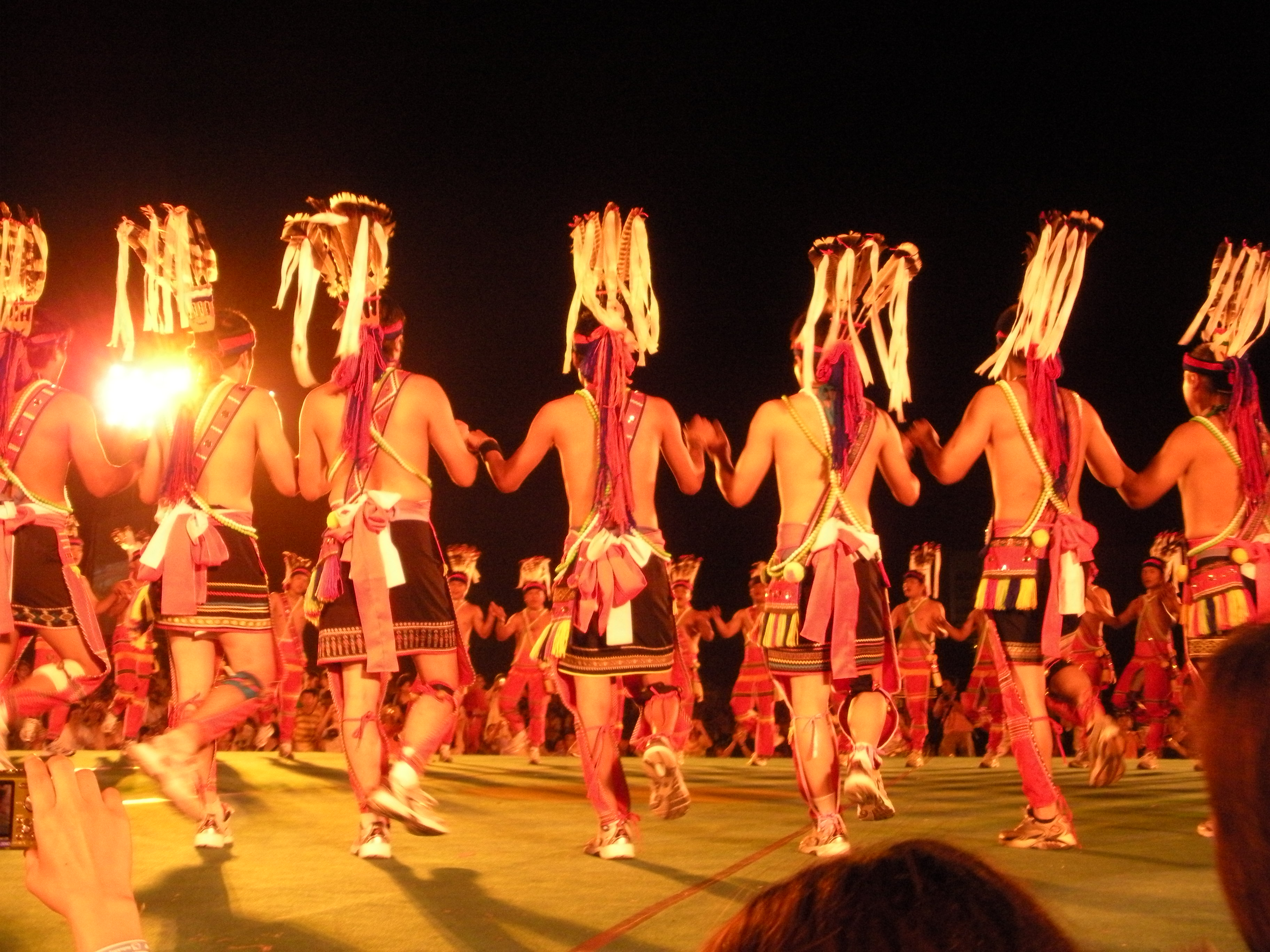
アミ族　豊年祭の踊り

## 分類
日本による統治時代は、台湾総督府は7族に分類していた。すなわち、アミ・サイシャット・パイワン・タイヤル・ブヌン・ツォウ・ヤミである。
ただし、研究者は、言語や習俗、伝説などの観点から、より多く分類していたので、行政による分類との乖離があった。
戦後、長い間、台湾では9民族への分類が使われていたが、その分類で独立して扱われたプユマ・ルカイは、パイワンに含められていた。

### 中華民国政府認定16民族
- 各部族の人口（2016年（民国105年）6月）、総計：549,679人[7]。
- アミ族（アミス族とも、大部分は自称を流用して「パンツァハ族」とも呼ばれる） 204,614人
- パイワン族98,243人
- タイヤル族（アタヤル族とも） 87,601人
- ブヌン族 57,086人
- プユマ族 13,716人
- ルカイ族 13,041人
- ツォウ族 6,617人
- サイシャット族 6,507人
- タオ族（ヤミ族とも） 4,505人
- サオ族 773人　※2001年認定
- クバラン族（カヴァラン族） 1,426人　※2002年認定
- タロコ族 30,603人　※2004年認定
- サキザヤ族 863人　※2007年認定
- セデック族 9,538人　※2008年認定
- カナカナブ族 284人　※2014年認定
- サアロア族 341人　※2014年認定
- 申告なし 13,921人

これらの民族のうち、アミ族・パイワン族・タイヤル族・ブヌン族 ・プユマ族・ルカイ族・ツォウ族・サイシャット族・タオ族の9民族は、民主化以前の中華民国政府により「高山族」「山地同胞（山胞）」とも呼ばれていた。「高山族」は、蘭嶼（台湾島東南海上の島）に住むタオ族や東部平原に住むアミ族を除き、基本的に台湾本島の山地や山裾に居住し、人口は計40万人ほどで、台湾の総人口の2%ほどを占める。「台湾の原住民族」という言葉は、狭義には彼ら「高山族」を指す。
2001年（民国90年）10月にサオ族が10番目の台湾原住民族として承認、2002年（民国91年）12月にはクバラン族の原住民籍保有者が11番目の台湾原住民族に認定された。2004年（民国93年）1月には、約10万人いるタイヤル族のうち、花蓮県の立霧渓流域を中心に居住する約3万人について、以前からタイヤル族とは言語・文化を異にするセデック族の一支だとされてきたが、独自の意識が強かったことから、タロコ族として公認された。
2007年（民国96年）1月17日にはそれまでアミ族に含められていたサキザヤ族が独立した民族と認められた。2008年（民国97年）4月に、セデック族が独立した民族と認定された。
2014年（民国103年）6月26日にはそれまでツォウ族（南鄒）に含められていたカナカナブ族、サアロア族が独立した民族と認められた。
その結果、狭義の「台湾の原住民族」は前記のように政府に認定された16民族を指す。

### 地方自治体認定民族
政府には認定されていないが、以下の通り、自治体が独自に認定している原住民族も存在する。
- シラヤ族　2005年台南市により認定、2013年富里郷により認定[8][9]。
- マカタオ族（シラヤの一支とも) 2013年富里郷により認定。2016年屏東県により認定[10]。
- タイボアン族　2013年富里郷により認定[11]。

### 未認定民族
一方、政府からも地方自治体からも未だに「原住民族」として承認されていない、「平埔族」と総称される先住民族は以下の諸民族である。
- ケタガラン族
- クーロン族（ケタガランの一支）
- バサイ族（ケタガランの一支）
- トルビアワン族（英語版）（ケタガランの一支）
- タオカス族
- パゼッヘ族
- パポラ族
- バブザ族
- ホアンヤ族
- アリクン族（英語版）（ホアンヤの一支）
- ロア族（英語版）（ホアンヤの一支）

これに加えて、現在「原住民族」として認定されている
- サオ族
- クバラン族

も歴史的には平埔族に分類されていた。
「平埔族」と総称される諸民族（分類方法により7から15と数えられる）は、台湾島の平地に住み、漢民族と雑居してきた結果、漢民族との同化が進んだ。このことから、台湾に住む漢民族の多くは平埔族の血を受け継いでいるとも言える。
平埔族のうち、本来の言語や習俗を保存・継承しており、「原住民族」として公的に認定されているのは、サオ族とクバラン族である。
サオ族は「高山族」のツオウ族と文化が類似しており、かつての中華民国政府の政策もあって、「高山族」に入れられる場合もあった。
また、クバラン族は今も本来の母語であるクバラン語を話せる人が花蓮県新社に移住した集団の中に存在している。民主化によって正式に民族集団として認定される以前には、人口300人弱のサオ族と1,000人強のクバラン族が「平地山胞」として原住民籍に入れられていた。
他には、ケタガラン、タオカス、パゼッヘ、シラヤ、マカタオ族の末裔の一部が、独自の民族意識と習俗を記憶している（ただし言語を保存しているという意味ではない）以外は、現在では民族としてはほぼ消滅している。

## 研究史
台湾原住民族に対する研究は日本の台湾統治時代に始まる。台湾が日本領になった直後、日本にない風習を多く持つ台湾原住民に惹かれた多くの民族学者、人類学者、民俗学者、言語学者達が台湾に渡った。代表的な人物は鳥居龍蔵（1870年 - 1953年）、伊能嘉矩（1867年 - 1925年）、鹿野忠雄（1906年 - 1945年?）、森丑之助（1877年 - 1926年）、移川子之蔵（1884年 - 1947年）、宮本延人（1901年 - 1987年）、馬淵東一（1909年 - 1988年）、千千岩助太郎（1897年 - 1991年）、小川尚義（1869年 - 1947年）、浅井恵倫（1894年 - 1969年）、ニコライ・ネフスキー（1892年 - 1937年）、らである。彼らは平埔族の集落を訪ねたほか、山々の村落を巡り、台湾原住民が独自の生活風習を保っていた時代の調査報告や写真を残し、それらは現代においても台湾学術界に引き継がれ、貴重な史料となっている。ただしこの時期の研究には、同時代の欧米の人類学同様人種差別的な要素も少なくなかったとされる。台北帝国大学（現・国立台湾大学）土俗人種学研究室が中心となって研究が行われた。

## 言語
オーストロネシア語族（マレー・ポリネシア語族）に属する諸言語を話している。このことから、台湾原住民族はもともとインドネシア・フィリピン方面から渡ってきた民族であろうとする説もあるが、台湾原住民諸語がオーストロネシア語族の祖形を保持しており、考古学的にも新石器文化は台湾からフィリピン、インドネシア方面へ拡大しているため、オーストロネシア語族は台湾から南下し、太平洋各地に拡散したとする説が有力である。大西耕二は「オーストロネシア語族語は東南アジアのみならず、ウラル語との類似や北米先住民族の諸語、南米先住民の言語との類似も認められ、台湾から拡散したと言う説には疑問が残る。これらの言語は１万５千年前以上前に台湾以外の何処からか拡散したと考えるべき。」としている。
大日本帝国時代に行われた理蕃政策によって「高砂族への理解を以て統治する方針」が執られ、明治時代の統治開始直後から既に行われていた様々な原住民へのインタヴュー調査なども、更に本格的に各方面での尽力が為された。 
『原語による台湾高砂族伝説集』（台北帝国大学言語学研究室編／1935（昭和10）年）では、高砂族（台湾原住民）の原語を、なるべくその通りに記録に残す為に、独自の発音記号を用いて、蕃社の人々から聞いた逸話や伝説が記されている。本全体は783ページ以上に渡り、部族集落の場所が記された地図もあり、巻末には簡易版の単語集も編纂添付されている。
その他、『高砂族慣習法語彙』など、幾つかの言語研究書が残されている。
部族間で言語が異なるが、近年では初等教育の普及により、中華民国の公用語である国語を話せる人が多い。また日本統治時代には基本的に日本語教育も行われたため、異なる部族の間での共通語として日本語が用いられた。

## 遺伝子
台湾先住民にはY染色体ハプログループO1a系統が66.3%-89.6%の高頻度で観察される。

## 風習

### 入れ墨
台湾原住民族にとって、入れ墨は通過儀礼の一つである。男女を問わず、顔面や体に入れ墨を彫ることにより、大人社会への仲間入りを認められる。しかし日本統治時代に入れ墨は禁止となり1940年代には衰退した。戦時中に台湾特別志願兵制度が導入され、入れ墨が採用の妨げになると噂されたことも、入れ墨の伝統が後退するきっかけとなった。

### 出草（首狩り）
台湾原住民族（タオ族全体とアミ族の一部を除く）には、敵対部落や異民族の構成員を殺し、その首を切り落とす風習がかつてあった。これを台湾の漢民族や日本人は「出草（しゅっそう）」と呼んだ。その名の通り、草むらに隠れ、背後から襲撃して頭部切断に及ぶ行為である。また、この行為には宗教的な意味もあった。
狭い台湾島内で、文化も言語も全く隔絶した十数もの原住民族集団がそれぞれ全く交流することなくモザイク状に並存し、異なる部族への警戒感が強かったためであるといわれている。漢民族による台湾への本格的移住が遅れた要因として、この出草の風習を抜きに語ることはできないという説もある。首狩りそのものが、「部族を外敵から守る力を持った一人前の成人男子」としての通過儀礼（成人式）とされ、あるいは狩った首の数は同族社会集団内で誇示された。成人式を終えるまでは、妻子や部族を守る力が無いとして、一人前の成人男性としての結婚や儀式などが許可されなかった。
この習慣は、他にもマレー系、南米先住民族の一部などにも見られる。また、日本の武士が敵の首を切り落とす文化にも共通のものがある。
大形太郎『高砂族』（1942年）によると、首狩りと言えばタイヤル族を想起させるほどタイヤル族によるものが多く、続いてブヌン族・パイワン族に多かったようで、ツォウ・アミ・サイシャットの諸族は最も早くからこの慣習を止め、ヤミ族は古来からこの風習を持った形跡がないと言われていた。いずれの部族も、大日本帝国時代末には同邦への首狩りの慣習は殆ど止めていた。
出草は史料から見る限りでは、弓矢や鉄砲などによって対象者を背後から襲撃した後に、刀で首の切断に及ぶもので、対象と勇敢に格闘を行った末に首を切り取るというケースはあまり見られない。なお獲得した首は村の一所に集めて首棚などに飾る。出草は祖先より伝わる神聖な行為であり、祖先の遺訓を守る行為と見なされ、「武勇を示す」や「不吉を祓う」、もしくは「冤罪を雪ぐ」などの為に行われた。したがって、馘首の対象者は必ずしも仇敵とは限らず、馘首の大半は同族同士によるものであり、被害者が漢民族や日本人である方がむしろ少なかったといわれている。日本統治時代初期には、沖縄からの行商の女性たちが山野にて出草の被害者となるケースが多かった。
日清戦争後の乙未戦争で日本が清の残党や原住民など日本の領有に不満を持つ台湾の現地勢力を掃討・平定し、領有を確定してからは、台湾総督府による理蕃政策により、首狩りの風習は犯罪行為として厳しく禁じられた。しかし原住民族蜂起の鎮圧に際して、蜂起を起こした原住民に対する出草を容認（黙認）することを見返りに、他の原住民に協力を求めるケースも多かった。特に霧社事件後に行われたセデック族鎮圧の際には、霧社事件で日本人殺害に関わった者の首に高額の懸賞金を懸け、出草を煽った。
1910年（明治43年）の五箇年計画理蕃事業事施後の1915年（大正4年）以降、出草は激減する。これは蕃地平定に伴う警官駐在所設置や銃器押収によるものであるが、公学校や教育所による教化の進展によって、「日本人」「文明人」というアイデンティティを持った原住民らが、出草という風習を放棄したとする説もある。
台湾総督府史料などを基にした説によると、1896年（明治29年）から1930年（昭和5年）までの間、出草の犠牲者はおよそ7,000人に上るとされている。なおこれらの犠牲者は、原住民同士によるもの（約1000人程）を除くと、多くは漢民族であったようである。
日本統治時代末期になると出草はほとんど見られなくなるが、完全に出草という風習が消滅するのは中華民国時代になってからである。
出草を巡る阿里山原住民に関する呉鳳説話は清朝時代末期に作られ、日本統治時代に広められて有名になったが、1980年代以降の原住民族権利運動の過程でその差別性が糾弾され、現在では話題にならなくなりつつある。

### 出草の動機
大形太郎『高砂族』（1942年）によると、
- 壮年の班に加わろうとする時
- 争いの正否を決定しようとする時
- 悪疫の流行を払おうとする時
- 嫌疑を解き、または冤罪を濯ごうとする時
- 娶婦の競い（結婚女性の獲得）に勝とうとする時
- 自己の武勇を誇ろうとする時
- 凶兆ある場合、不吉を未然に払おうとする時
- 自己の恨みを霽〔は〕らそうとする時
- 死後に楽土に入る資格を得ようとする時

等。
また、大日本帝国時代の調査や現地に居た人達の話によると、部族内では「部族の規律違反による制裁」、それ以外の殆どのケースの対象者は「敵対者」「何ら怨恨の無い関わりのない第三者」で、「異種族」の首を狩る事によって部族内問題とならない様にしていたようである。

## 平埔族の問題
文化、伝統を残している認定原住民と原住民アイデンティティを持つが同化の進んだ平埔族は原住民を二分する問題である。
台湾原住民は政府により認定され身分が定まる、違憲判決を受けた平埔族の訴訟で同化の進んだ原住民の認定が進むと見られている。この判決を混血、都市部の原住民は歓迎したが伝統的な地域に居住し続け文化の継承を努力している原住民の指導者からは原住民政策を歪め既存原住民の権利を侵害するとの声が出た。

## ホーロー人との対立
台湾原住民と、ホーロー（河洛）人・本省人とも呼ばれる漢民族の間には歴史的に根深い敵意が存在する。
差別的な意味のある「番」はホーロー人が原住民に対してしばしば使用した。
2016年、中華民国総統として蔡英文が原住民に謝罪を行った。この謝罪は、台湾の歴史の多様性を強調し、理解と和解を促進するとして、原住民族だけでなく非原住民族からも肯定的に捉えられた一方、一部の原住民の活動家からは批判がでた。原住民の批判に対しても、特にホーロー人が多い民進党の支持者から、原住民が政治的立場により意見が偏っていることを疑問視する声がみられるなど、現在においても原住民とホーロー人の対立が存在する。

### 原住民ルーツの利用
Marie Linの研究では台湾の漢族の85%が原住民由来の遺伝子を持っているとされており、この研究結果は台湾人は遺伝的に中国人と異なると台湾独立派が持ち出す事がある。
ホーロー人が原住民のルーツを持っていることを述べることは最初は原住民側からも歓迎されており、ホーロー人の元行政院長謝長廷は「私の祖母は原住民である。私は原住民、あなたは原住民ではないと言うべきではない、みんな原住民だ」と発言した。
しかし、台湾独立の理由付けの一つとして用いられるようになってからは一部の平埔族の子孫からは反発が生じるようになった。

## 関連作品
小説
- 津島佑子『あまりに野蛮な　（上）』講談社、2008年11月29日。ISBN 978-4-06-215113-9。（電子版あり）
  - 津島佑子『あまりに野蛮な　（上）』講談社〈講談社文芸文庫〉、2016年7月9日。ISBN 978-4-06-290316-5。
- 津島佑子『あまりに野蛮な　（下）』講談社、2008年11月29日。ISBN 978-4-06-215114-6。（電子版あり）
  - 津島佑子『あまりに野蛮な　（下）』講談社〈講談社文芸文庫〉、2016年7月9日。ISBN 978-4-06-290317-2。

## 脚註
1. ↑  “知ってなるほど 明治・大正・昭和初期の生活と文化 | 台湾原住民族 ～日本の調査にみるその文化～”. www.jacar.go.jp. 2022年1月24日閲覧。
2. ↑  河野利彦 (2013年6月10日). “棄てられた皇軍兵士たち—台湾人元日本兵—”. 2014年8月18日時点のオリジナルよりアーカイブ。2014年9月28日閲覧。
3. ↑  最新消息-內政部統計處網站
4. ↑  蔡英文総統、先住民に謝罪 平等な国家建設呼びかけ／台湾
5. ↑  “[「台湾原住民」定義する現行の法律は「違憲」 大法官会議が判断 「台湾原住民」定義する現行の法律は「違憲」 大法官会議が判断]”.   ライブドア. 2023年6月19日閲覧。
6. ↑  ただし、ヤミ（彼ら自身はタオと名乗っている）のように自称ではない言葉が民族名として使われた例もある。
7. ↑  http://www.apc.gov.tw/main/
8. ↑  “平埔族為原民 富里鄉全國首先認定”. 2019年9月11日閲覧。
9. ↑  “台湾・台南市長、先住民シラヤ族の政府公認求める訴状を提出”.   フォーカス台湾. 2019年9月11日閲覧。
10. ↑  “縣長也是原住民！屏東開放平埔登記，幕後推手是客家子弟：台獨不是台獨，原民才是台灣母體”. 2019年9月11日閲覧。
11. ↑  “首例鄉定原住民 富里西拉雅族正名”. 2019年9月11日閲覧。
12. ↑  大西耕二. ウラル語族とオーストロネシア語族の語頭子音対応法則とウラル語族のスラウェシ語群近縁言語からの起源 (Report) (日本言語学会夏期講座ナイトセッションにおけるハンドスクリプト, Aug. 24 , 2006, 東京大学駒場キャンパス ed.). 2022年9月30日閲覧。
13. ↑  大西耕二. “マヤ語の台湾先住民(高砂族)語群からの起源” (PDF). 2022年9月30日閲覧。
14. ↑  Cristian Capelli et al 2001, A Predominantly Indigenous Paternal Heritage for the Austronesian-Speaking Peoples of Insular Southeast Asia and Oceania
15. ↑  Karafet, T. M.; Hallmark, B.; Cox, M. P.; Sudoyo, H.; Downey, S.; Lansing, J. S.; Hammer, M. F. (2010). "Major East-West Division Underlies Y Chromosome Stratification across Indonesia". Molecular Biology and Evolution 27 (8): 1833–44. doi:10.1093/molbev/msq063. PMID 20207712.
16. ↑  “先住民の入れ墨文化「紋面」消滅へ　映像などで保存”.   毎日新聞. 2020年2月28日閲覧。
17. ↑  “대만 원주민의 투쟁 “내 이름을 돌려줘”…정명운동의 이면”.   ハンギョレ. 2023年6月19日閲覧。
18. ↑  “Pazeh writers get awards for preserving language”.   台北タイムズ. 2022年11月15日閲覧。
19. ↑  https://www.facebook.com/RFI-%E8%8F%AF%E8%AA%9E-%E6%B3%95%E5%9C%8B%E5%9C%8B%E9%9A%9B%E5%BB%A3%E6%92%AD%E9%9B%BB%E5%8F%B0-394354904092401+(2016年8月11日).+“公民論壇 - 從蔡英文向原住民道歉看台灣多元歷史現實” (中国語). RFI - 法國國際廣播電台. 2023年8月3日閲覧。
20. ↑  “Apology failed to explicitly acknowledge Aboriginal sovereignty: demonstrators”.   台北タイムズ. 2022年11月15日閲覧。
21. ↑  “Initium Media” (中国語). Initium Media. 2023年8月3日閲覧。
22. ↑  “Plains Indigenous Ancestors and Taiwan Blood Nationalism”. 2023年8月6日閲覧。

### 論文
- 松澤員子「日本領台以前の台湾における漢人と原住民族の交易についての一考察」『国立民族学博物館研究報告別冊』第014号、国立民族学博物館、1991年3月、269-297頁、doi:10.15021/00003621、ISSN 0288-190X、NAID 110004716064。
- 野林厚志「台湾原住民族の狩猟方法 : 日本統治時代の資料から」『国立民族学博物館調査報告』第34巻、国立民族学博物館、2002年12月、215-230頁、doi:10.15021/00001990、ISSN 1340-6787、NAID 110004472223。
- 白石太良「台湾原住民の生活様式:日本領時代の衣食住」『兵庫地理』第27号、兵庫地理学協会 / 兵庫県高等学校教育研究会地理部会、1982年3月、2-10頁、ISSN 1341-4054、NAID 120005446841。
- 竹尾茂樹「台湾における「少数民族観光」の現状と課題」『プライム』第28号、明治学院大学国際平和研究所、2008年10月、77-87頁、ISSN 13404245、NAID 120002911583。
- 山田英美「台湾の原住民の村を訪ねて」『東洋文化研究所所報』第15号、身延山大学東洋文化研究所、2011年4月、61-76頁、doi:10.15054/00000095、ISSN 1342-6605、NAID 120005839717。
- 八木橋伸浩「台湾原住民族角力事情覚書」『玉川大学リベラルアーツ学部研究紀要』第7号、2014年3月、31-44頁、ISSN 1882-8647、NAID 120006868416。
- 其楽木格「台湾原住民の服飾について ： ツオウ族、ルカイ族、アミ族を中心に」『修士論文』兵庫教育大学、2014年3月。
- 角南聡一郎「民芸運動と台湾原住民の工芸 : 学説史及び集積された資料の整理に向けて」『人類学研究所研究論集』第2巻、南山大学人類学研究所、2015年3月、69-80頁、doi:10.15119/00003532、ISSN 2434-9577、NAID 120007097632。
- 森田健嗣「<論文>台湾先住民族社会の戦後過程」『アジア・アフリカ地域研究』第15巻第1号、京都大学大学院アジア・アフリカ地域研究研究科、2015年11月、1-19頁、doi:10.14956/asafas.15.1、ISSN 1346-2466、NAID 130005140181。
- 野林厚志, 松岡格「台湾原住民の姓名と身分登録」『国立民族学博物館調査報告』第47巻、国立民族学博物館、2019年。ISBN 9784906962730。 NCID BB27807529。